# 헤키카이군

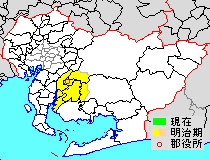
아이치현 헤키카이군의 위치(연노랑:후에 다른 군에 편입된 구역)

헤키카이군(碧海郡)은 일본 아이치현(미카와국)에 있던 군이다.

## 개요
아이치현 동부, 미카와 지방의 야하기강(矢作川)의 서측에 해당한다. 단 오카자키시 무쓰미(六ツ美) 지구만은 동측.
현재의 헤키카이 5시(碧海5市)라 불리고 있는 헤키난시(碧南市)·가리야시(刈谷市)·안조시(安城市)·다카하마시(高浜市)·지류시(知立市)의 전역과 도요타시의 남부, 오카자키시의 남부(무쓰미) 및 서부(야하기), 니시오시(西尾市)의 북부(요네즈米津)가 해당한다.
1970년 12월 1일에 헤키카이군에 속하던 지류정, 다카하마정이 각각 시로 승격하면서 소멸하였다.